# Ospedale di San Leonardo (Stagno)
L'ospedale di San Leonardo era una struttura ospedaliera ubicata a Stagno, una località posta a nord di Livorno e attualmente inglobata nel territorio comunale di Collesalvetti.

## Storia
L'ospedale fu fondato nel 1154 dall'arcivescovo di Pisa, Villano, e gestito da conversi appartenenti indistintamente ai due sessi.
Le sue caratteristiche sono state evidenziate soprattutto nell'ultimo studio uscito sull'argomento che ha messo in luce dettagli fino a quel momento trascurati.
All'ospedale era annesso anche un ostello per i pellegrini che si volevano recare a Roma, un cimitero e la chiesa di San Leonardo di Stagno. Strettamente legato alle sorti di Pisa, del suo porto e delle crociate, l'ospedale fu fatto oggetto di una particolare attenzione da parte di dieci papi, che si alternarono al soglio pontificio dal 1181 al 1254. Vi fu addirittura un papa (Onorio III) che lo battezzò con il titolo di "domus helemosinaria", stabilendo con ciò che tutte le elemosine che provenivano dal territorio italiano dovessero essere dirottate nell'ospedale.
L'ospedale assunse un ruolo importante non solo in campo sanitario, ma anche patrimoniale e finanziario. I suoi possessi si estesero non solo nell'area pisana e livornese, ma anche in quella grossetana, con l'acquisizione nel 1182 dell'odierno paese di Pian d'Alma. Vari furono i possedimenti dell'ospedale in Sardegna, specialmente presso Sassari, a San Leonardo di Bosove e San Giorgio di Oleastreto a partire dal 1176. Era alle dipendenze dell'ospedale di San Leonardo di Stagno, l'ospedale di San Leonardo di Bagnaria a Cagliari, localizzabile nella odierna chiesa di Sant'Agostino.. Secondo alcune fonti anche ad Oristano vi sarebbe stato un ospedale di proprietà dei monaci di Stagno. Vi erano possedimenti pure in Corsica, con il controllo dell'ospedale di Nido di Corbi nei pressi dell'attuale foresta dell'Ospedale. Questa ricchezza destò molte invidie e può essere stata anche causa di infiltrazione da parte di sette ereticali.
Il declino giunse nel 1254, quando il papa Alessandro IV decise di trasferirne la titolarità all'ordine delle suore di Santa Chiara, nell'ambito di un progetto di razionalizzazione del sistema ospedaliero locale, che tradiva anche una certa insofferenza verso i criteri di gestione ospedaliera da parte dei conversi e una velata accusa di eresia nei confronti di questi ultimi.

## Curiosità
Nel 2014 Federico Zucchelli con il racconto Lazzaro è vivo, la cui trama ruota attorno alle vicende dell'Ospedale di San Leonardo di Stagno, ha vinto la nona edizione del Premio Letterario Italia Medievale "Philobiblon".